# Kaple svatého Antonína (Libouchec)
Kaple svatého Antonína v Libouchci je drobnější pozdně barokní sakrální stavbou. Je chráněna jako kulturní památka České republiky.

## Architektura
Kaple je obdélná s dvěma pilastry, vpadlým polem a portálem zakončeným segmentovým zprohýbaným obloukem. Na římsou se nachází atika, dříve se třemi sochami: uprostřed stál sv. Jan Nepomucký, na postranních pilířích bývaly busty zřejmě sv. Antonína Paduánského a neznámého světce.
V interiéru má kaple valenou klenbu. Nacházelo se zde kamenné Ukřižování se sv. Janem a Pannou Marií. Ve výklencích byly dvě zlidovělé barokní sochy sv. Ondřeje a sv. Judy Tadeáše.